# جوردون توماس
جوردون توماس (بالإنجليزية: Gordon Thomas)‏ كاتب ومحقق صحفي بريطاني ولد في العام 1933 في ويلز. أول رواية قام بنشرها وهو في عمر التاسعة. وألف أول كتاب ل وهو في عمر السابعة عشر، وقد ألف أكثر من 54 كتاب علي مدار حياته ومن أهم كتبة جواسيس جدعون والذي نشر ب 16 لغة حول العالم ويتحدث عن الموساد الإسرائيلي وحروبة الخفية حول العالم، وكانت أغلب كتبه تتحدث عن حروب المخابرات العالمية حول العالم، كما أنه عمل مراسلًا صحافيًا حربيًا غطى العديد من الأحداث العالمية تتراوح بين أزمة قناة السويس الشهيرة بـالعدوان الثلاثي، إلى أحداث ميدان تيانانمين في الصين في 1989.

## حياته الشخصية
كان متزوجا من مصممة ديكور وله خمسة أولاد وكان يقضي وقته بالتنقل بين منزله في إنجلترا وأيرلندا وهو ابن عّم الشاعر ديلان توماس والذي كان يساعده في نشر كتبه.

## مؤلفاته
- جواسيس جدعون
- الحروب السرية
- يهود البابا

## وفاته
توفي في مارس 2017.

## روابط خارجية
- جوردون توماس على موقع IMDb (الإنجليزية)
- جوردون توماس على موقع أول موفي (الإنجليزية)
- جوردون توماس على موقع كينوبويسك (الروسية)